# 丘景宾
丘景宾，字彦先，吳興郡（今浙江省湖州市）人，刘宋政治人物。
丘景宾以节义闻名。其父丘康祖，担任无锡县令，去世后，僮仆数十人及家宅产畜，丘景宾想要让给兄长丘镇之。丘镇之将斋屋三间分给他，他也不肯受。太守孔山士叹到：“听说柳下惠之风，贪婪的人廉洁，懦夫能树立志向。现在又见到了。”官至奉朝請。